# K2 (album)
K2 – drugi solowy album kieleckiego rapera Kajmana.
Zostały nakręcone dwa teledyski promujące płytę (do piosenek: "Nie chce mówić o tym ciągle", "Chciałbym kiedyś"). Na płycie można usłyszeć gościnne zwrotki takich raperów jak: PIH, Pezet, Pyskaty, Sobota, Kaczor, Mes, Borixon, Paluch.
Album był promowany singlami "Płacz spadających liści", "Niespełniony milioner", "W jednej chwili" oraz "Nie Zapominaj".

## Lista utworów
Opracowano na podstawie materiału źródłowego.
1. "Nie chcę mówić o tym ciągle" (produkcja: David Gutjar) - 3:09
2. "Nie mogę przestać" (produkcja: DNA) - 2:59
3. "Mówili mi" (produkcja: David Gutjar, scratche: DJ Story) - 3:26
4. "Chciałbym" (gościnnie: Ola Zachariasz, Pih, produkcja: DNA) - 4:49
5. "Bezsenność" (gościnnie: Pezet, Pyskaty, produkcja: David Gutjar, scratche: DJ Story) - 3:27
6. "Kurz" (produkcja: Onlyone, scratche: DJ Story) - 4:16
7. "Niespełniony milioner" (produkcja: Kamilson) - 4:39
8. "W jednej chwili" (gościnnie: Głowa, Sobota, produkcja: DNA) - 4:12
9. "Miasto Skit" (produkcja: Kamilson, scratche: DJ Story) - 1:33
10. "Dzieci" (gościnnie: Kaczor, Paluch, produkcja: EnWuKaDe, scratche: DJ Story) - 4:08
11. "Obłęd" (produkcja: David Gutjar) - 4:42
12. "Zostaw ją" (gościnnie: Ten Typ Mes, produkcja: David Gutjar, scratche: DJ Story) - 3:45
13. "Rap się zmienił" (gościnnie: BRX) - 4:14
14. "Nie zapominaj" (produkcja: DNA, scratche: DJ Story) - 4:18
15. "Nie jestem" (gościnnie: Tau (Medium), produkcja: Tau (Medium)) - 4:21
16. "Musisz być kimś" (produkcja: Kamilson) - 3:35
17. "Raz, dwa" (produkcja: Kamilson, scratche: DJ Story) - 3:54
18. "Płacz spadających liści" (produkcja: David Gutjar) - 4:03
19. "C. D. nastąpił" (gościnnie: Ola Zachariasz, produkcja: David Gutjar, scratche: DJ Story) - 3:38